# Nossa Rádio
Nossa Rádio é uma rede de rádio musical cristã, pertencente à Fundação Internacional de Comunicação, grupo midiático da Igreja Internacional da Graça de Deus, liderada pelo missionário R. R. Soares.
Sua programação é dedicada às músicas dos artistas da gravadora Graça Music, transmissão de cultos e a pregações do missionário R. R. Soares, e o pastor Jayme de Amorim Campos apresenta o programa Na Mesa Com o Senhor que é transmitido ao vivo simultâneamente pelas emissoras da Rede Nossa Rádio. também a rede também possui grade jornalística, e participação do público.[carece de fontes?]
A sede da Rede Nossa Rádio é a Nossa Rádio da capital de São Paulo. Em 2022 a rede mudou de logotipo. Geralmente as freguências das emissoras da Rede Nossa Rádio são em FM.

## História
Em 2002, o missionário R. R. Soares já tinha presença no rádio através da Rádio Relógio do Rio de Janeiro e da Rádio Gospel de São Paulo, esta última que passava por litígios quanto a seu local de transmissão. Além das rádios, estava com processo de expansão de sua rede de televisão, a RIT. No segundo semestre do mesmo ano, o missionário fez um acordo com o empresário Orestes Quércia e arrendou duas emissoras de FM de sua propriedade no Rio de Janeiro e em São Paulo. O novo projeto foi denominado "Nossa Rádio".
No Rio de Janeiro, a Nossa Rádio entrou no ar em 1.º de outubro de 2002, substituindo a filial da NovaBrasil FM. Em São Paulo, a emissora estreou em 1.º de dezembro de 2002, substituindo a Manchete Gospel FM, que havia migrado para uma frequência própria e passado a se chamar Gospel FM.

## Na Mesa Com o Senhor
Na Mesa Com o Senhor é um programa radiofônico transmitido ao vivo simultaneamente pelas emissoras da Rede Nossa Rádio, configurando um simulcast. O programa é conduzido pelo Pastor Jayme de Amorim Campos.
O conteúdo do programa abrange respostas do Pastor Jayme de Amorim Campos a perguntas dos ouvintes, breves pregações com leitura da bíblia, divulgação de endereços de templos da Igreja da Graça em diversos locais do Brasil, testemunhos de curas e bênçãos, interação com ouvintes por meio de ligações e cartas, e a reprodução de louvores.

## Emissoras

### Atuais

#### Sudeste
- Nossa Rádio (São Paulo, SP)[7] 106,9 FM e 700 AM:[8] Esta é a emissora sede da Rede Nossa Rádio.[3]
- Nossa Rádio (Belo Horizonte, Minas Gerais) 97.3 FM. Rádio concedida no município Pedro Leopoldo (MG). Anteriormente a rádio se chamava Rádio Altaneira. Razão social: Rádio Grande BH LTDA.[9][10]
- Nossa Rádio (Vitória), ES) 96,5 FM.[11]
- Rádio Relógio[necessário esclarecer] (Rio de Janeiro, RJ) 580 AM: Retransmitia em certos horários a programação da Nossa Rádio FM 89,3 que também era localizada no Rio de Janeiro.[12]

#### Nordeste
- Nossa Rádio[13] (Salvador, Bahia) 103,3 FM.[8][12] tem sua antena de transmissão localizada em Vera Cruz (ou seja, local que é concedido).[carece de fontes?][14] O endereço da estação é na Rua Carlos Gomes, no Centro de Salvador, coincidindo com o endereço de uma Igreja da Graça.[15] O prefixo da rádio é ZYC 370.[carece de fontes?] Pela manhã transmite o programa Bom Dia Nossa Rádio.[16] Informação de licença: CDB, PDF
- Nossa Rádio (Pernambuco, Recife) 106,9 FM.
- Nossa Rádio (Teresina, Piauí) [carece de fontes?]

#### Centro-oeste
- Nossa Rádio (Brasília, DF) 89,9 FM (antiga Alpha FM) [17]
- Nossa Rádio (Goiânia, Goiás) 94,3 FM.[18][19][nota 2] Concedida em Bonfinópolis.[20]
- E muito outras emissoras espalhadas pelo Brasil.[3]

### Antigas
- Nossa Rádio Rio de Janeiro (89,3 FM):[12] de outubro de 2002[2] a 3 de maio de 2010.[21] Em certos horário era retransmitida a programação na Rádio Relógio.[12] Foi a primeira emissora a ter o nome Nossa Rádio. Atualmente é a Novabrasil FM Rio de Janeiro.
- Nossa Rádio Ceará (Fortaleza; 97,7 FM):[8][22][22][23] de 2010 a 2025 atualmente Antena 1.